# دانييلا إسكوبار
دانييلا إسكوبار (بالبرتغالية: Daniela Escobar‏) هي ممثلة برازيلية، ولدت في 16 يناير 1969 في البرازيل. بدأت مشوارها المهني سنة 1994.

## أعمال

### مسلسلات
- جاد

## وصلات خارجية
- دانييلا إسكوبار على موقع IMDb (الإنجليزية)
- دانييلا إسكوبار على موقع ألو سيني (الفرنسية)
- دانييلا إسكوبار على موقع أول موفي (الإنجليزية)
- دانييلا إسكوبار على موقع قاعدة بيانات الفيلم (الإنجليزية)
- دانييلا إسكوبار على موقع كينوبويسك (الروسية)